# Quasigruppo
In algebra astratta, un quasigruppo è una struttura algebrica "assomigliante" a un gruppo. Formalmente,
un quasigruppo è un magma dove è sempre definita l'operazione di "divisione".
I quasigruppi differiscono dai gruppi principalmente per il fatto che non sono necessariamente associativi, e per non richiedere l'esistenza di un elemento neutro.

## Definizioni
Un quasigruppo è un magma (Q, *), dove Q è un insieme, * un'operazione binaria {\displaystyle ^{*}:Q\times Q\to Q}, tale che per ogni a, b in Q distinti tra loro esiste un unico elemento x e un unico elemento y tali che:
- a * x = b
- y * a = b

Le uniche soluzioni di queste equazioni sono di sovente scritte come
- x = a \ b
- y = b / a.

Gli operatori \ e / sono denominati rispettivamente di divisione sinistra e divisione destra. Per semplicità assumeremo un quasigruppo non vuoto.
Un quasigruppo con un elemento neutro  è un loop. Da qui segue che ogni elemento del loop ha un unico inverso sinistro e un unico inverso destro.
Un loop di Moufang (o Moufang loop) (da Ruth Moufang) è un quasigruppo (L, *) soddisfacente le condizioni:
(a*b)*(c*a) = (a*(b*c))*a per ogni a, b, c in L.

## Esempi
- Qualsiasi gruppo è un quasigruppo, in quanto a * x = b se e solo se {\displaystyle x=a^{-1}*b}, e y * a = b se e solo se {\displaystyle y=b*a^{-1}}. Poiché i gruppi sono associativi, essi sono anche Moufang loops.
- L'insieme Z degli interi con l'operatore di sottrazione (−) forma un quasigruppo.
- L'insieme dei numeri razionali non nulli, {\displaystyle \mathbb {Q} \setminus \{0\}} (o dei reali estesi {\displaystyle \mathbb {R} \cup \{\infty \}}) dotati dell'operazione di divisione (÷) formano un quasigruppo.
- L'insieme {\displaystyle \{\pm 1,\pm i,\pm j,\pm k\}} dove ii = jj = kk = -1 (e tutti gli altri prodotti come nei quaternioni) forma un quasigruppo o un loop o un quadrato latino.
- Ogni spazio vettoriale forma un quasigruppo idempotente e commutativo rispetto alla l'operazione x * y = (x + y) / 2.
- Ogni triplo sistema di Steiner è un quasigruppo idempotente e commutativo.
- Un insieme di ottonioni non nulli forma un Moufang loop rispetto alla moltiplicazione.
  - Il sottoinsieme di ottonioni unitari (i.e quelli con norma 1) sono chiusi rispetto alla moltiplicazione e dunque generano una 7-sfera con struttura di un Moufang loop.

## Proprietà

### Proprietà di cancellazione
Da notare che un quasigruppo ha una proprietà di cancellazione:
Se a * b = a * c, allora b = c.
Questo perché x = b è certamente una soluzione dell'equazione a * b = a * x e le soluzioni devono essere uniche.
Similarmente, Se a * b = c * b, allora a = c.

### Quadrato latino
La tavola di composizione di un quasigruppo finito è un quadrato latino: Un quadrato latino di ordine n è ogni matrice quadrata di aspetto n × n le cui entrate costituiscono un insieme di n elementi tale che ciascuno di essi compare esattamente una volta in ogni riga e una volta in ogni colonna della matrice. Inversamente, ogni quadrato latino può rappresentare la tavola pitagorica di un quasigruppo.

### Moufang Loop
Si dimostra facilmente che i Moufang loop sono dei loop. Sia a un elemento di un Moufang loop M e sia e un elemento tale che a * e = a. Dunque per ogni x in M, segue (x * a) * x = (x * (a * e)) * x = (x * a) * (e * x) e dalla proprietà di cancellazione, x = e * x. Così e è un elemento identitario sinistro.
Sia ora b un elemento tale che b * e = e. Allora per ogni y appartenente a M, y * b = e * (y * b), dove e è un identitario sinistro, dunque (y * b) * e = (e * (y * b)) * e = (e * y) * (b * e) = (e * y) * e = y * e e dalla proprietà di cancellazione y * b = y, così b è un identitario destro.
Infine e = e * b = b, così e è un identitario, o elemento unitario.

### Quasigruppi e Loop associativi
Ogni quasigruppo associativo è un Moufang loop. Un loop associativo può banalmente essere un gruppo. Questo in quanto i gruppi sono per la precisione dei quasigruppi associativi. La teoria strutturale dei loop è pressoché analoga a quella dei gruppi.
Sebbene i Moufang loop non siano generalmente associativi, soddisfano tuttavia una forma debole di associatività. Si può dimostrare che, definita un'identità di Moufang (moltiplicazione denotata come giustapposizione)
(ab)(ca) = (a(bc))a
ciascuna delle seguenti è equivalente:
a(b(ac)) = ((ab)a)c
a(b(cb)) = ((ab)c)b
Queste 3 equazioni sono denominate identità di Moufang e ognuna di esse può servire a definire un Moufang loop.
Se assegno vari elementi a un identitario e, si può dimostrare che queste relazioni implicano:
a(ab) = (aa)b
(ab)b = a(bb)
a(ba) = (ab)a
Dunque tutti i Moufang loop sono alternativi (si veda Algebra alternativa). Moufang ha dimostrato inoltre che il subloop generato da uno dei due elementi del Moufang loop è associativo (e dunque è un gruppo). In particolare, i Moufang loop manifestano la associatività della potenza.
Quando si lavora con i Moufang loop, è uso comune non usare le parentesi in espressioni con solo due elementi distinti.